# 태경운수
태경운수(泰京運輸)는 서울특별시 영등포구의 마을버스 회사이다. 사무실 및 차고지는 서울특별시 영등포구 양평로28마길 7 (양평동6가 13-1)에 있다.

## 역사
선유교통에서 출발하여 사명을 선유교통에서 한사랑교통으로 변경되었다. 2007년 사명을 한사랑교통에서 시온교통으로 변경되었으며, 2014년 사명을 시온교통에서 태경운수로 변경되었다.

## 운행 노선
- ● 영등포02번: 양평동 동양아파트 - 당산초등학교 - 롯데웰푸드 - 거성아파트 - 당산역 → 영등포구청역 → 문래역 → 관악고등학교 → 양평역 → 영등포구청역 → 당산역 → 거성아파트 (이하 역순) (구 영등포마을 16-8번)

## 보유 차량
- 현대자동차 - 현대 뉴 카운티, 현대 카운티 뉴 브리즈, 현대 그린시티